# François Prelati
François Prelati foi um padre e alquimista italiano, que manteve uma estreita relação com outro alquimista, Gilles de Rais, no séc XV. Alguns historiadores atribuem a ele uma espécie de aproximação com um demônio, e seus pactos mágicos com este e nos quais envolveu Gilles de Rais.
Giles era prodigiosamente rico, possuía um espirito esclarecido, protegia músicos e atores, e organizou em seu senhorio (no castelo de Machecoul) uma respeitável biblioteca.

## Acusação e morte
Em 1432 a população, crendo ser verdade, o sacrifico de tantas crianças, invadiram o castelo e agarraram Gilles de Rais e seu mestre alquimista, Prelati e os levaram à justiça eclesiástica. Ambos foram acusados, pela morte de 140 crianças (A lenda lhe atribui a morte de 800 crianças  e a crônica não mais que 140), que, segundo a crença da época foram mortas pelos dois para, de seu sangue, fabricarem ouro. Ambos foram, em 1440, acusados, jugados e condenados, pela Santa Inquisição, à morte na fogueira. 
Todavia os pesquisadores e historiadore  Labomou Reinach, do Instituto de França, Maurício Gorçon, e M. Bouterou, da Academia Francesa, depois do acurada pesquisa e dispondo de elementos necessários, apelaram para a Côrte de Cassação, solicitando a revisão do processo do acusatório e a reabilitação da memória de ambos.

## Na ficção
François Prelati  apareceu como um personagem de histórias como Ladrão de Almas, escrita por Ann Benson  e Fate/strange fake por Ryōgo Narita.